# Basarab Laiotă cel Bătrân
Basarab Laiotă cel Bătrân (n.  ?, Țara Românească, România – d. 22 decembrie 1480, Transilvania, Regatul Ungariei) a fost domn al Țării Românești între noiembrie - decembrie 1473, 1474, ianuarie 1475 - octombrie 1476, decembrie 1476 - noiembrie 1477).  

## Biografie
Basarab Laiotă cel Bătrân a fost nepotul de fiu al domnului Țării Românești Dan al II-lea, așa cum indică o scrisoare adresată burgraf-ului Brașovului datată 11 iulie 1475 . Laiotă apare pentru prima oară în preajma marelui voievod Ștefan ca pretendent la tronul muntean în anul 1472 în pline pregătiri pentru  ofensiva care avea să-l alunge pe Radu cel Frumos în toamna anului următor.
Campania militară începe pe 8 noiembrie 1473 prin trecerea Milcovului de către armatele unite ale lui Ștefan cel Mare și corpurile de mercenari angajate de Laiotă. Radul cel Frumos iese în întâmpinarea armatei invadatoare probabil undeva pe lângă Gherghița în Prahova unde, între 18 și 20 noiembrie, are loc așa numita "bătălie de la Cursul Apei". Voievodul muntean este înfrânt și obligat să se refugieze în cetatea Bucureștiului unde pe 21 noiembrie începe un scurt, dar violent, asediu. Văzându-se fără perspectiva vreunui sprijin extern, Radu cel Frumos este obligat să fugă în noaptea de 23 noiembrie spre cetatea Giurgiu, capitala raialei turcești, de unde va reveni pe 28 noiembrie cu o armată de 13.000 de turci și 6.000 de munteni, armată spulberată de domnul Moldovei împreună cu noul voievod al Țării Românești.
Sub aceste auspicii începe prima domnie a lui Laiotă, ce urcă pe tronul părintelui său cu numele de Basarab. Nu însă pentru mult timp, căci la sfârșitul lui decembrie, pe 23, Radu cel Frumos trece Dunărea în fruntea unei armate turcești estimată în jurul a 30.0000 de oameni. Laiotă, lipsit de sprijinul protectorului său, este nevoit să renunțe la tron și să se refugieze în Moldova urmărit de oastea turcească ce înaintează până la Bârlad, loc unde este înfrântă de domnitorul Moldovei.
Evident că revenirea pe tron a lui Radu cel Frumos nu îi convenea deloc lui Ștefan, care, în martie 1474, reia eforturile de înscăunare a lui Laiotă. Această expediție se pare că nu a avut succes căci o nouă expediție este pornită în luna august a aceluiași an. Nu se cunoaște rezultatul luptelor din aceea vară însă, o lună mai târziu, Basarab cel Bătrân, reînscăunat pe tronul părinților săi, solicită principelui Transilvaniei, Ștefan Bathory I de Ecsed, sprijin militar până la sosirea armatelor moldovene care erau pe drum.
Armata ardeleană a venit repede însă nu pentru a-l susține pe Laiotă Basarab ci pentru a impune pe tron pe Basarab cel Tânăr, vărul primar al acestuia. Prima luptă dintre cei doi se dă pe 5 octombrie și marchează o strălucită victorie a lui Laiotă Basarab. În același timp, oastea lui Ștefan cel Mare asediază cetatea Teleajen, aflată încă sub ascultarea lui Radu cel Frumos. În numai câteva zile garnizoana formată din nobili este decimată iar cetatea incendiată.
Aceste succese însă sunt insuficiente pentru a asigura tronul lui Laiotă Basarab care este înfrânt de armata transilvană într-o a doua bătălie ce are loc tot în cursul aceleiași luni. Dar nici Basarab Țepeluș nu urcă pe tron căci pe 20 octombrie o puternică oștire otomană în frunte cu fostul voievod Radu cel Frumos îi pune pe fugă pe ambii pretendenți. Armata ce venea se dovedi a fi forța principală a unei mari invazii otomane în drum spre Moldova. Laiotă îl înștiițează pe voievodul moldovean despre intențiile otomanilor, acesta pregătind din timp defensiva. Luptele care au urmat se încheie cu strălucita victorie de la Podul Înalt din 10 ianuarie în urma căreia tronul Țării Românești rămâne liber. Laiotă, în fruntea unui corp militar, taie calea unei armate turcești de 8000 de oameni ce se retrăgea din Moldova și îi zdrobește într-o luptă în care, cu mâna sa, taie capul pașei turc.
Acestă luptă însă este și ultima dată împotriva turcilor căci după înscăunarea sa, Laiotă se duce să ceară pace direct sultanului așa cum recunoaște într-o scrisoare către brașoveni.
Ultimul domnitor al Țării Românești care bate monedă proprie, emisiunile monetare ale acestuia, ducați de tipul celor emiși de Radu ce Frumos, în ziua de azi sunt rarități căutate pe piața numismatică.
Situația se complică la începutul anului 1476 căci Ștefan cel Mare, nemulțumit de ieșirea Țării Românești din coaliția anti-otomană, începe demersurile pe lângă regele maghiar pentru a-l elibera și pune pe tron pe Vlad Țepeș și numai destinderea relațiilor dintre Laiotă Basarab și Matia Corvin, pe fondul tratatului de pace dintre Regatul Maghiar și Polonia din 1474, au amânat înlocuirea lui. Matia Corvin însă nu uită să mențină presiunea asupra domnitorului muntean căci îl eliberează pe Dracula, iar, dintr-o scrisoare datată 10 ianuarie 1476 le poruncește brașovenilor să stea la dispoziția acestuia totodată poruncindu-le să păstreze și bunele relații cu voievodul muntean.

Este evident că decizia de a păstra o garnizoană de soldați ai lui Vlad Țepeș în sudul Ardealului îl nemulțumește pe Laiotă care, într-o scrisoare adresată sașilor Sibiului datată 22 februarie 1476, afirmă că nu se mai poate considera prietenul lor de vreme ce sprijină pe adversarul său. Un protest asemănător este adresat și conducătorilor Brașovului în care spune că de vreme ce el îi protejează de invaziile turcești,
„...vrăjmașii noștri se ridică din mijlocul vostru și se duc în Moldova împreună cu secuii și-mi pradă țara și se întorc iarăși între voi și beau și mănâncă în casele voastre”
 , totodată, în numele prieteniei cu voievodul Ardealului, le cere 
„să pedepsească pe acei secui..., precum și pe pribegii ce se ridică din mijlocul vostru”
Brașovenii, susținuți de voievodul moldovean și de regele maghiar, refuză să răspundă solicitărilor lui Laiotă Basarab care își reînoiește de câteva ori cererile până spre vara acelui an când, convins că există o înțelegere între aceștia și Ștefan cel Mare, trece fără rezerve în tabăra otomană așa cum o arată un raport al sibienilor din 25 iunie. De fapt este mai mult ca sigur că această "strângere" a relațiilor dintre Laiotă și Mehmed al II-lea, sultanul otoman, se produc pe fondul marii ofensive ce urmărea anexarea Moldovei din vara acelui an ce avea să ducă la marea bătălie de la Valea Albă din 26 iulie.
Înfrângerea Imperiului Otoman din vara lui 1476 avea să anunțe, în mod firesc, și sfârșitul celei de a doua domnii a lui Laiotă Basarab. La sfârșitul aceleiași luni, Vlad Țepeș, Basarab Țepeluș și Ștefan Báthory se întâlnesc la Mediaș să facă planul ofensivei în Țara Românească iar pe 27 iulie deja o armată de circa 25.000 de oameni mărșăluiau spre Târgoviște în frunte cu Drăculea. Cu toate acestea, ofensiva maghiară și moldoveană începe abia la începutul lui noiembrie. Laiotă, cu o armată de circa 18.000 de oameni încearcă să reziste undeva lângă Târgoviște însă armata maghiară învinge oastea munteană într-o sângeroasă bătălie.  Laiotă, împreună cu rămășițele armatei sale, se retrage și se închide în cetatea Bucureștiului. Pe 8 noiembrie, Vlad Țepeș anunță cu bucurie în Târgoviște că "[...]am răsturnat pe vrăjmașul nostru Laiotă[...]" iar pe 11 noiembrie, Ștefan Báthory, din tabăra ce asedia Bucureștiul anunța că țara este compet anexată și deja fusese instalat noul voievod, de altfel și cetatea Bucureștiului avea să cadă pe 16 noiembrie după un asediu de 15 zile.
Basarab reușește să scape refugiindu-se peste Dunăre în așteptarea unor vremuri prielnice pentru reluarea tronului, așa cum apare în scrisoarea lui Matia Corvin către ducele Saxoniei. Iar acele vremuri aveau să vină imediat după retragerea armatelor de susținere căci undeva în decembrie 1476 sau la mijlocul lunii ianuarie anul următor Laiotă, în fruntea unui contingent otoman, înainteză spre București. Undeva, între Giurgiu și cetatea de scaun, Vlad Țepeș este asasinat, sau după unele relatări conteporane cu evenimentul, prins și decapitat.
Laiotă se reîntoarce pe tron însă și această ultimă domnie nu avea să țină decât până în noiembrie 1477 când din nou voievodul Moldovei năvălește în Țara Românească și, în urma unei bătălii, este înfrânt și ucis. Tronul este dat nepotului său omonim, Basarab cel Tânăr, Țepeluș cum i s-a mai zis.